# Moisés Alarcón Sánchez
Moisés Alarcón Sánchez (València, 21 de desembre de 1963) és un escultor, pintor, dissenyador i artista faller. Estudia dibuix, pintura i modelatge a l'Escola d'Arts i Oficis de València. Realitza pràctiques d'aprenentatge als obradors dels artistes Pascual i Salvador Gimeno, Josep Pascual Ibáñez i Josep Martínez Mollà.
Planta la seua primera Falla en l'any 1984 per les comissions Regne de València-Sant Valer i Ramiro de Maeztu-Lleons. Després de plantar en diverses categories debuta en la Secció Especial infantil de les Falles de València en l'any 1993 amb la comissió Almirall Cadarso-Comte d'Altea. Aconsegueix l'indult de dos dels seus ninots al 1992 i 1994 per part del Gremi d'Artistes de València.
Forma part del col·lectiu "No t'Espàntex" juntament amb artistes com Marisa Falcó, Paco Pellicer, Víctor Valero, Josep Manuel Alares, Vicente Almela, Pepe Puche i Guillermo Rojas. La finalitat d'aquesta comunitat d'artistes era aportar una bocanada d'aire fresc a les Falles creant obres amb forta càrrega satírica sense abandonar el sentit de l'humor.
En 1996 guanya el concurs de la Falla infantil municipal de València i en març de 1997 planta "Qui no corre, vola", obra molt aplaudida i recordada pel seu atreviment en la composició poc habitual en un cadafal faller per als xiquets.
A més de signar Falles, col·labora amb altres artistes en el disseny, la pintura, l'escultura i el guionitzat d'altres Falles. Així podem trobar el seu segell a la idea i al disseny de Falles com "I want to be Freak", de Vicent Llácer per la comissió Na Jordana, obra rematada per una escultura gegant del cantant Michael Jackson.
Fora de l'àmbit faller, la seua trajectòria professional també s'ha dirigit a la construcció de carrosses, decoracions, aparadors per a fires, pintura i escultura d'escenografies per als carnavals de Las Palmas de Gran Canaria o les Festes del Pilar de Saragossa.
Col·labora en publicacions com la revista Cendra, El Turista Fallero i l'anuari Falla Crítica. També figura com coautor en diferents volums del Catàleg raonat de la col·lecció de ninots indultats del Museu Faller de València. Des de 2013 fins a octubre de 2019 ha format part de la directiva del Gremi Artesà d'Artistes Fallers de València ocupant la delegació del Museu de l'Artista Faller.